# Svart sjurygg
Svart sjurygg (Eumicrotremus derjugini) är en påtagligt taggig fisk i familjen sjuryggar som främst lever i arktiska vatten samt angränsande hav. 

## Utseende
En liten fisk med stort huvud som upptar 60% av den totala längden, och kraftig, rund kropp som är täckt av flera trubbiga taggar. Den främre ryggfenan är delvis dold av en hudflik. Sugskivan, som bildats av de omvandlade bukfenorna, är mycket liten. På huvudets undersida har den flera, korta skäggtömmar.  Färgen är olivgrön, ljusare mot buken. Som mest kan arten bli 10 cm lång.

## Vanor
Den svarta sjuryggen lever på gyttje-, grus- eller stenbottnar på 50 till 930 meters djup och vid temperaturer under 0° C. Ungfiskarna lever i grundare vatten. Födan består av kräftdjur och manteldjur (släktet Oikopleura).

## Utbredning
Utbredningsområdet omfattar Arktis till nordvästra Atlanten och nordvästra Stilla havet från arktiska Kanada till Hudson Bay, Ungava Bay och Labradorhalvön i Kanada, östra Grönland samt i Norra Ishavet Barents hav, Frans Josefs land, Spetsbergen, Karahavet, Laptevhavet, Tjuktjerhavet, Östsibiriska havet och Ochotska havet.